# Ascenso pacífico de China

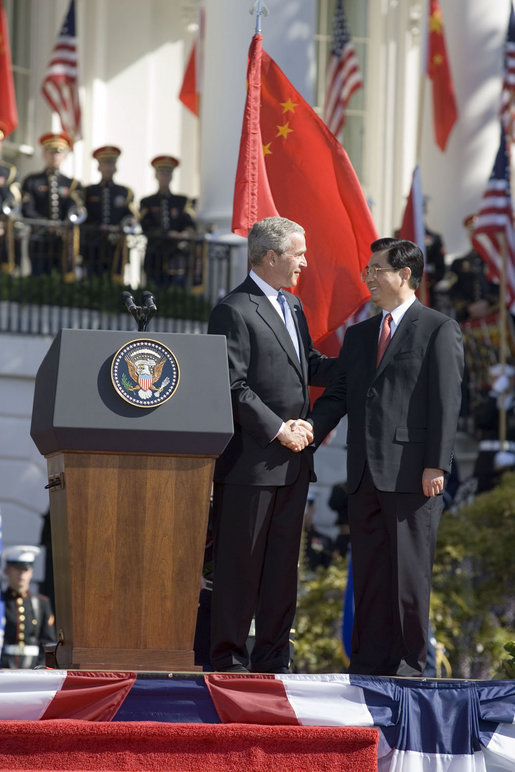
George W. Bush junto a Hu Jintao en la Casa Blanca, en abril de 2006

El «ascenso pacífico de China», a veces también denominado «desarrollo pacífico de China», fue una política oficial y eslogan del gobierno de China durante el liderazgo de Hu Jintao, que buscaba convencer a la comunidad internacional sobre que el creciente poder político, económico y militar de la República Popular China no representaba una amenaza a la paz y la seguridad internacional. Caracterizó a China como un nuevo líder mundial responsable que evitaba la confrontación internacional innecesaria y que enfatizaba el poder blando, a la vez que prometía que China estaba comprometida con sus propios problemas internos y con la mejora del bienestar de su población antes de interferir en los asuntos mundiales. Además, con esta política el país buscó refutar la «teoría de la amenaza de China» y restablecer la visión de China como una potencia mundial no peligrosa, haciendo referencia a que históricamente los imperios chinos estaban considerados «poco agresivos».
Esta doctrina de política exterior tiene sus orígenes en la década de 1990, dado que muchas de las ideas subyacentes a este concepto se materializaron en la política de seguridad conocida como «nuevo concepto de seguridad», vigente desde finales de la década de 1990 y hasta la implantación del «ascenso pacífico de China». También comparte orígenes con el paradigma estratégico formulado por el secretario general del Partido Comunista de China, Jiang Zemin, que veía el rápido desarrollo de China como un cambio multipolarizante que pondría en jaque la estructura mundial unipolar vigente y bajo la hegemonía de Estados Unidos. Según Guo (2006), esta estrategia de desarrollo pacífico implicaba la necesidad de asegurar un entorno favorable para su desarrollo, evitando una confrontación directa que desafiase el sistema unipolar pero manteniendo su enfoque en la multilateralidad.
Entre las autoridades y académicos chinos hubo desacuerdo sobre el término, en particular sobre las consecuencias que la palabra «ascenso» pudiera tener, al poder alimentar la percepción de que China era una amenaza al statu quo. Por lo tanto, desde 2004, el término «desarrollo pacífico de China» empezó a utilizarse por los líderes chinos, volviéndose rara la mención al «ascenso pacífico». Sin embargo, bajo el gobierno de Xi Jinping, los analistas consideran que China adoptó un enfoque más nacionalista y etnocéntrico en diplomacia internacional, poniendo fin a esta política y sustituyéndola por la denominada «diplomacia del lobo guerrero».
Estados Unidos mantuvo buenas relaciones con China durante la vigencia de esta política, con gestos de buena voluntad por parte de los gobiernos de ambos países, aunque para algunos analistas estos objetivos declarados de cooperación por parte de ambos países no eran sinceros.